# ティシット
ティシット (フランス語: Tichitt,アラビア語: تيشيت) は、モーリタニア東部のタガン高地 (Tagant) の麓にある町。建造されたのは1150年頃のことであり、独自の建築様式で知られる。現在のティシットの主産業はナツメヤシの栽培である。
人口は2016年現在2470人。人口密度4.3人/km2のモーリタニアの中でも一層孤立しており、暮らしが困難になっている。
クサール（複数形はクスール）と呼ばれる伝統的集落の一角は、「ウアダン、シンゲッティ、ティシット、ウアラタの古いクスール」としてユネスコの世界遺産に登録されている。

## 歴史
トンブクトゥからニジェール川流域に向かうサハラ横断ルート上にあるため、11世紀から19世紀にかけて交易都市として栄華を極めた。しかし、陸路よりも海路で交易が行われるようになり、衰退を招いた。
また、パリ・ダカール・ラリーの通過都市だったころは、多くのレーサー、報道陣、観光客が訪れていたが、2009年に主催者がサハラ周辺での治安不安を理由に舞台を南米に移したため、経済的生命線を失い、名声も薄れた。